# Volumen sistólico

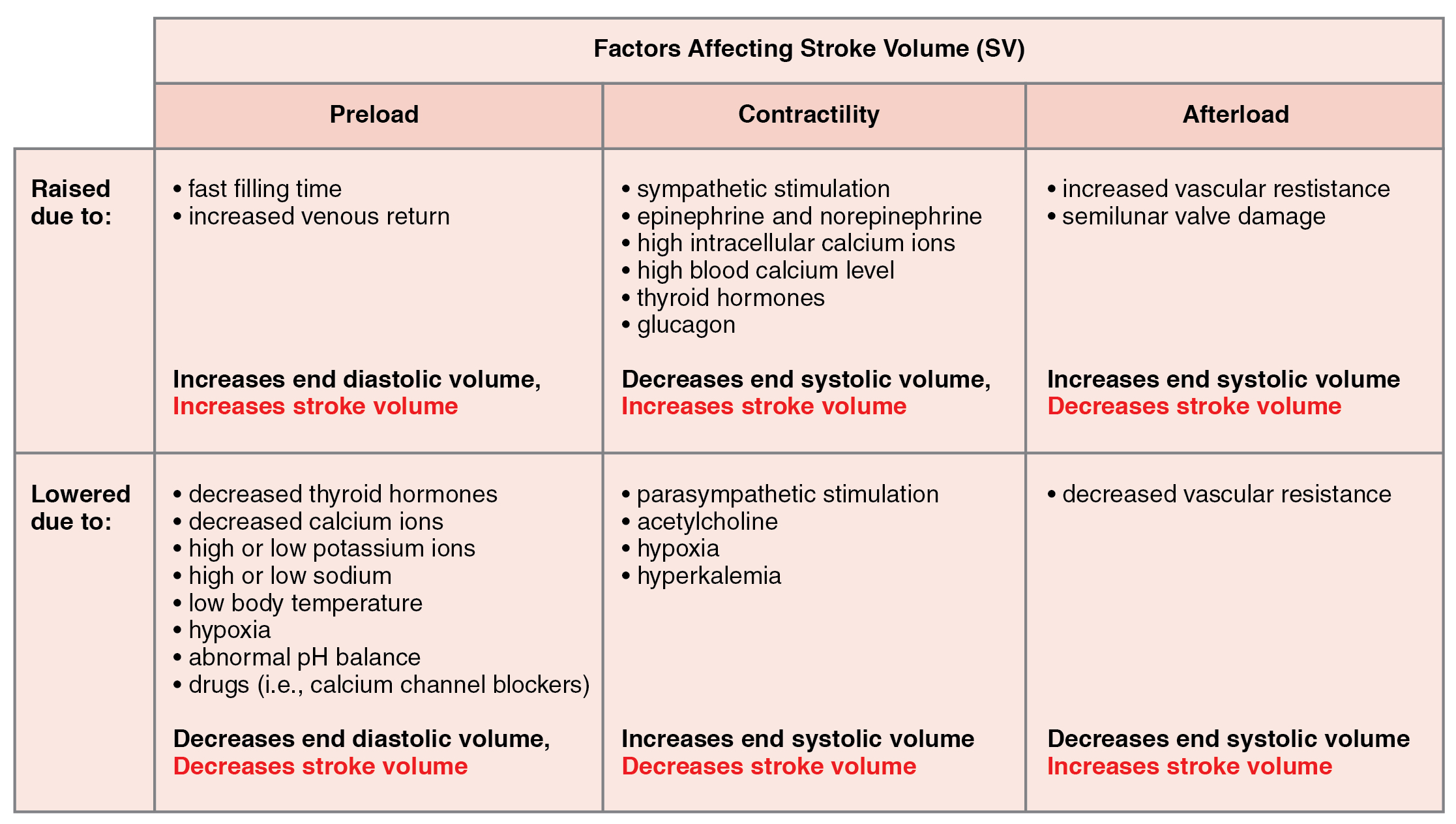
Factores principales que influyen en el Volumen sistólico cerebrovascular.

En fisiología cardiaca, se denomina volumen sistólico o volumen eyectado,  al volumen de sangre que el corazón expulsa hacia la aorta o la arteria pulmonar durante el periodo de contracción (sístole).

## Descripción
En un adulto humano medio el volumen sistólico es de entre 60 y 80 ml, puede alcanzar los 200 ml en ejercicios de intensidad máxima en personas entrenadas. El volumen sistólico multiplicado por la frecuencia cardiaca sirve para calcular el gasto cardiaco que es el volumen de sangre bombeado por el ventrículo izquierdo en un minuto.
El volumen sistólico equivale a la diferencia entre el volumen diastólico final (VDF) y el volumen sistólico final (VSF). Es decir VS = VDF - VSF, aplicando la fórmula para un adulto medio VS = 120 ml-50 ml, lo que da por resultado 70 ml.
La frecuencia cardiaca (FC) de reposo en el adulto saludable y activo se sitúa, aproximadamente, entre los 60 u 80 latidos por minuto. En individuos sedentarios y de mediana o avanzada edad alrededor de los 100 latidos por minuto y, sobre todo, en aquellos con factores de riesgo cardiovascular, y entre estos en los fumadores o consumidores importantes de cafeína o bebidas alcohólicas, o en adictos a drogas sociales, o en personas con muy baja condición física.
En los deportistas de disciplinas de resistencia, como ciclismo, atletismo de fondo y semifondo, natación, triatlón, esquí de fondo, entre otros, pueden presentar valores entre 32 a 48 latidos/min, como consecuencia del tipo de entrenamiento a que son sometidos y que los conduce a una hipertrofia fisiológica del ventrículo izquierdo, que se acompaña de incremento del volumen sistólico. En otras disciplinas deportivas que no sean de resistencia, o en practicantes de actividad física sistemática del tipo aeróbico la FC de reposo, puede oscilar desde los 40 a los 60 latidos por minuto.